# Lockheed Martin VH-71
Die Lockheed Martin VH-71 Kestrel war eine Variante des AgustaWestland AW101, die die Flotte an Hubschraubern des U.S. Marine Corps für den Transport des US-Präsidenten 2007 ersetzen sollte (siehe Marine One).

## Geschichte

### Flugerprobung
Der erste VH-71 Prototyp (Test Vehicle #2 / TV-2) absolvierte seinen Jungfernflug am 3. Juni 2007 auf dem Werksgelände von AgustaWestland in Yeovil, Großbritannien. Lockheed Martin nutzte eine umgebaute EH101, als TV-1 bezeichnet, für die grundlegende Flugerprobung in den USA. Darin eingeschlossen waren auch Landungen vor dem Weißen Haus.
Die erste neuproduzierte VH-71 (Pilot Production #1 / PP-1) absolvierte ebenfalls in Yeovil am 22. September 2008 ihren Erstflug. Die U.S. Air Force transportierte die Maschine mit einer C-17 zur Naval Air Station Patuxent River für weitere Tests. Bis zur Einstellung des Programms wurden dort zahlreiche Bodenversuche durchgeführt.

### Projektende
Im Februar 2009 schlug der neu ins Amt eingeführte US-Präsident Obama dem damaligen Verteidigungsminister Robert Gates den Stopp oder gar Abbruch des Programms vor. Er begründete dieses mit dem Kostenanstieg von insgesamt 13 Mrd. US-$ für die 28 geplanten Maschinen. Letztendlich wurde der Entwicklungs- und Beschaffungsvertrag mit Lockheed Martin im Juni 2009 aufgelöst. Die freiwerdenden Gelder sollten stattdessen für die Modernisierung der vorhandenen VH-3D und VH-60N Maschinen verwendet werden.
Die bereits ausgelieferten neun Vorserienhubschrauber wurden im Juli 2011 für lediglich 164 Millionen US-$ an die Kanadische Luftwaffe als Ersatzteilspender verkauft.

## Varianten
VH-71A
Ausgangsversion.
VH-71B
Nicht realisierte Variante mit erhöhter Reichweite und überarbeitetem Navigationssystem.

## Technische Daten
| Kenngröße             | Daten                                                     |
| --------------------- | --------------------------------------------------------- |
| Besatzung             | 4                                                         |
| Passagiere            | 14                                                        |
| Gesamtlänge           | 22,18 m                                                   |
| Rotordurchmesser      | 18,59 m                                                   |
| Höhe                  | 6,65 m                                                    |
| Leermasse             | 10.500 kg                                                 |
| max. Startmasse       | 15.600 kg                                                 |
| Höchstgeschwindigkeit | 309 km/h                                                  |
| Dienstgipfelhöhe      | 4575 m                                                    |
| Steigrate             | 10,2 m/s                                                  |
| Reichweite            | 1389 km                                                   |
| Triebwerk             | drei Wellenturbinen General Electric CT7-8 mit je 1879 kW |